# جو تايلور (لاعب كرة قدم)
جو تايلور (بالإنجليزية: Joe Taylor)‏ (27 أغسطس 1939 في الولايات المتحدة - ) هو لاعب كرة قدم أمريكية ولاعب كرة قدم أمريكي في مركز ظهير خلفي ‏. لعب مع شيكاغو بيرز.

## وصلات خارجية
- جو تايلور على موقع مرجع كرة القدم المحترفة.كوم (الإنجليزية)